# Walter Balzarini
Walter Balzarini (n. Ceres, Santa Fe; Argentina; 29 de agosto de 1936 - f. Buenos Aires, Argentina; 14 de julio de 2011) fue un actor de cine y teatro, y director teatral argentino.

## Carrera
De ascendencia italiana, Balzarini fue un destacado actor de reparto con una extensa trayectoria en el ambiente artístico. A lo largo de su carrera hizo cine, teatro y televisión, junto a figuras como Andrea Pietra, Victor Laplace, María Socas, Esther Goris, Manuel Callau, Salo Pasik, Miguel Dedovich, Luis Luque, Diego Capusotto, Guillermo Francella, Soledad Silveyra, Darío Grandinetti, Luisa Kuliok, entre otros.
Se inició actoralmente en el teatro independiente, y fue alumno del maestro Oscar Fessler. En 1977 es contratado ya siendo un notable actor y director para la conducción del Teatro Libre Florencio Sánchez.
En la pantalla grande trabajó en decena de películas bajo la dirección de Lautaro Murua, Sergio Renán, Juan José Jusid, Marcelo Piñeyro, entre otros. En 1991 participó de la Producción Italo-norteamericana, Sulle tracce del cóndor, dirigida por Sergio Martino.

## Filmografía
- 1974: La Patagonia rebelde
- 1982: La casa de las siete tumbas
- 1984: Cuarteles de invierno
- 1987: El amor es una mujer gorda
- 1991: Sulle tracce del cóndor (Italia)
- 1993: El caso María Soledad
- 1993: Tango feroz, la leyenda de Tanguito
- 1994: Muerte dudosa (telefilme)
- 1996: Despabílate amor
- 1997: Bajo bandera
- 1997: El sueño de los héroes
- 1997: Pequeños milagros
- 1998: Cómplices
- 1999: Héroes y demonios
- 1999: Lluvia para tahúres
- 1999: Paseador de almas (cortometraje)
- 2000: Las aventuras de Dios
- 2001: Tú no sospechas (cortometraje)
- 2001: Testigos ocultos
- 2002: El malentendido  (cortometraje)
- 2003: Soy tu aventura
- 2003: India Pravile
- 2003: Cautiva[6]

## Televisión
- 1989: La familia Benvenuto
- 1989: La extraña dama
- 1991/1992: Cosecharás tu siembra
- 1992: Soy Gina
- 1992: Corazones de fuego
- 1992: Son de diez
- 1992: Mi cuñado
- 1992/1993: Princesa
- 1993: Déjate querer
- 1993: Amigos son los amigos
- 1993: Grande Pa
- 1994: Marco, el Candidato
- 1994: Aprender a Volar
- 1994: Con Alma de Tango
- 1994/1995: Montaña rusa
- 1995: Sheik
- 1995: Amigovios
- 1996: Montaña rusa, otra vuelta
- 1996: Como Pan Caliente
- 1996: De poeta y de loco
- 1999: Vulnerable

## Teatro
- Lisandro (1972), con Pepe Soriano, Jorge Rivera López, Rubén Tobías y Mario Luciani.
- El canto al Fantoche, de Alfredo Zemma, con Oscar Boccia, Helena Huerta, Eliseo Morán, Norma Sonrriente, Rosa Waserman y Alfredo Zemma.
- Decamerón en San Telmo (1974), con Juan Carlos Puppo, Flora Steinberg y Norma Bacaicoa.
- Cabaret Bijoo, con Juan Carlos Puppo, Jorge Sasi, Norma Bacaicoa.
- Silbando por Buenos Aires (1978), de Oscar Núñez, dirigido y protagonizado por Balzarini, junto con Alfredo Araldi, Mario Gazo, Marta Seta, Ana María Seta y el cantante: Luis R. Almar.
- Inventario (1983)
- Haroldo y Ana (1992), de Alfredo Zemma, con Dora Baret, Jorge D'Elía, Carolina Fal, Miguel Ruiz Díaz y Ángela Ragno.
- Morochos de Ñu York
- Choca lo Cinco
- Cantopoemas del Hombre
- Vuelta Manzana
- Parra
- La muerte de Juan Lavalle
- El Hermano Luminoso
- Juan Moreira Supershow, con Enrique Pinti, Cecilia Rossetto y Héctor Malamud.
- Hughie (2004 - 2005), con Lito Cruz
- Filomena Marturano (2006 - 2007), que se presentó durante una temporada de verano en Villa Carlos Paz (Córdoba), con elenco integrado por Hugo Arana, Betiana Blum, Iris Láinez, Virginia Lago y Floria Bloise.[7]

## Homenajes
En 1975, la Asociación Argentina de Actores le otorgó un reconocimiento por su distinguida colaboración en el teatro argentino.